# ISO 24014
L'estàndard ISO 24014-1:2007 defineix els diversos components dels sistemes de bitlletatge electrònic del transport públic, amb particular els que tenen relació amb els sistemes inter-operables de gestió de pagaments i tarifes (Interoperable Fare Management System - IFMS) i a les característiques tècniques relacionades. Aquesta norma ha estat definida de l'organisme ISO/TC 204 "Intel·ligent transport systems", i fa referència als criteris generals, i no a les característiques estructurals, amb l'objectiu de definir una arquitectura funcional de referència pels sistemes IFMS.